# Pernille Mathiesen
Pernille Mathiesen (Holstebro, Jutlàndia Central, 5 d'octubre de 1997) és una ciclista danesa. Professional des del 2016, va militar a l'equip Team Virtu Cycling i a principis de la dècada del 2020 estava a l'equip Visma - Lease a Bike.

## Palmarès
- 2014
  -  Campiona de Dinamarca júnior en contrarellotge
- 2015
  -  Campiona de Dinamarca júnior en contrarellotge
- 2016
  - Vencedora d'una etapa a la Gracia Orlová
- 2017
  -  Campiona d'Europa sub-23 en ruta
  -  Campiona d'Europa sub-23 en contrarellotge